# Émeutes de Newark de 1967
Les émeutes de Newark de 1967 sont l'une des 159 émeutes raciales qui ont balayé les villes des États-Unis pendant le Long Hot Summer of 1967. Cette émeute s'est produite à Newark, New Jersey, entre le 12 et le 17 juillet 1967. Au cours des quatre jours d'émeutes, de pillages et de destruction de biens, 26 personnes sont mortes et des centaines ont été blessées.